# Дроморнисы
Дроморнисы (лат. Dromornis) — род вымерших птиц отряда гусеобразных. Их рост достигал 3 метров, а масса тела — 0,5 тонны. Обитали в Австралии в миоценовую эпоху; до прихода людей в Австралию не дожили.
В некоторых публикациях Dromornis australis носит название михирунг. Термин «Mihirung paringmal» на австралийском языке тьяпвуррунг (tjapwuring, Западная Виктория) означает «гигантская птица». Хотя внешне дроморнисы отдалённо напоминают гигантского эму, он относится к другому отряду — гусеобразных.

## Описание
Dromornis stirtoni был ростом 3 метра и весил 0,5 тонны:31. Он обитал в субтропических саванновых редколесьях в Австралии в позднем миоцене и, возможно, был хищным. Дроморнис имел мощный клюв и челюсти, способные сжиматься с большой силой. Он был тяжелее моа и выше эпиорниса. Из-за немногочисленности известных костных остатков Dromornis australis (типового вида для данного рода) и большого временного зазора между датируемыми остатками двух известных видов рода D. stirtoni иногда предлагают выделить в род Bullockornis.

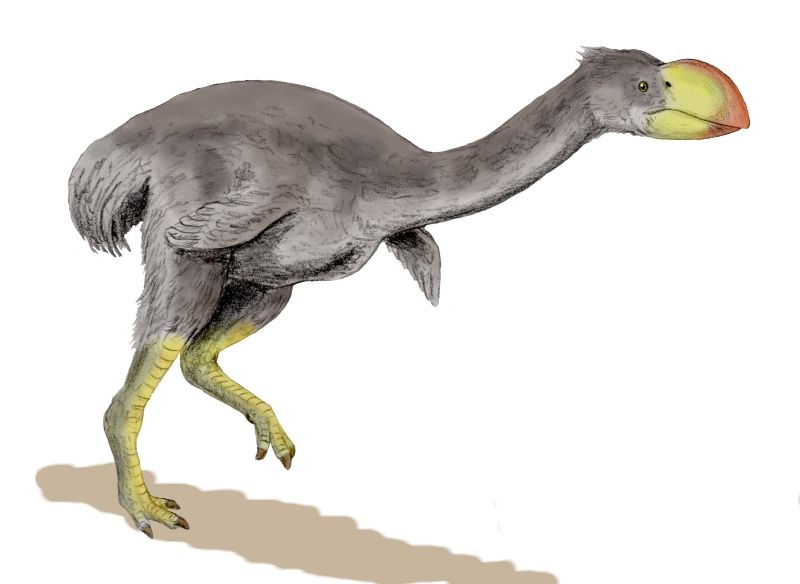
Реконструкция внешнего вида D. stirtoni

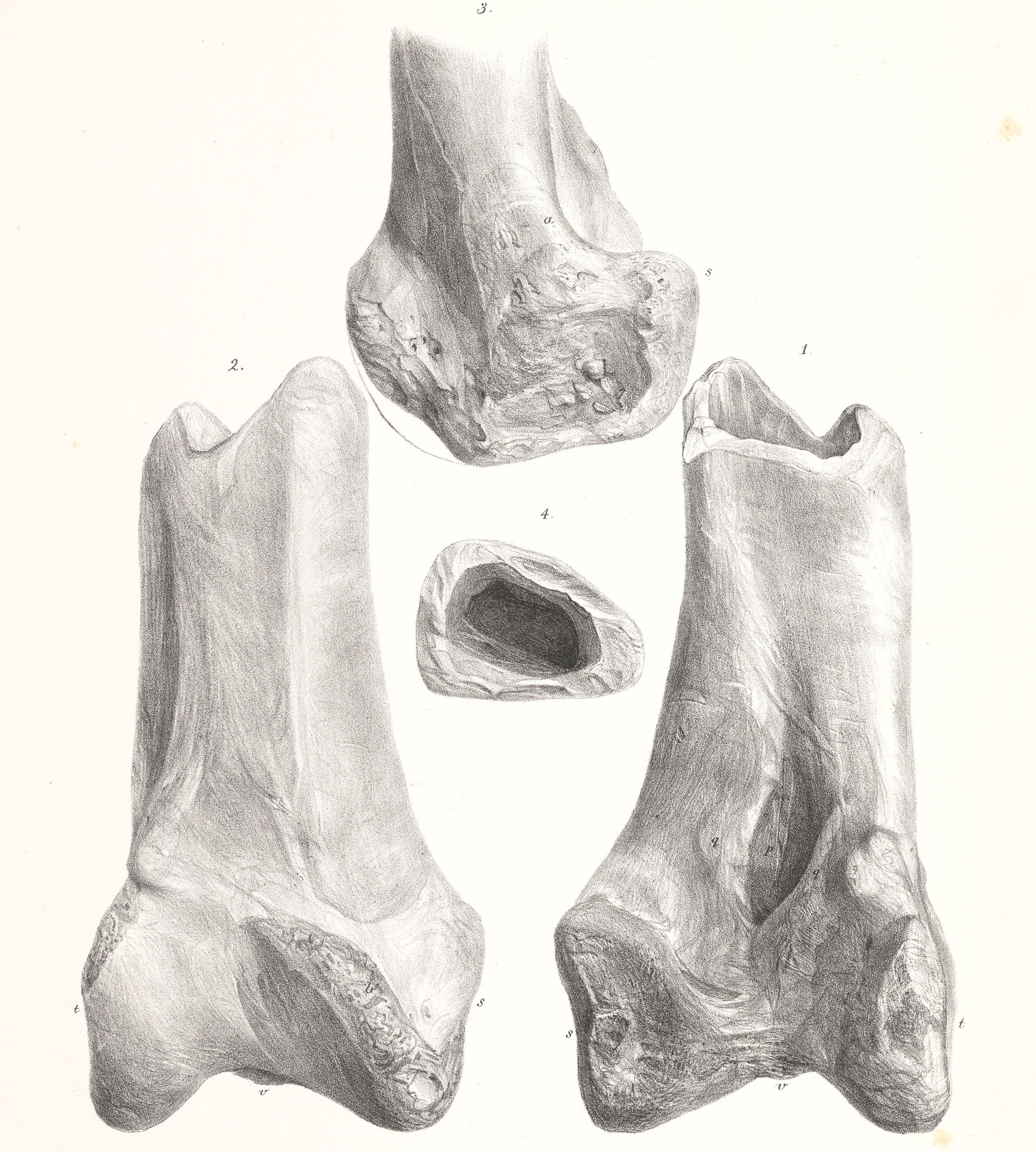
Фрагменты бедренной кости D. stirtoni

Этот вид имел длинную шею и сильно редуцированные короткие крылья, не позволявшие летать. Ноги были мощными, однако дроморнисы не были быстрыми бегунами. Клюв этой птицы был крупным и мощным, из-за чего ранние исследователи полагали, что он использовался для срезания стеблей растений, помогая птице пробираться через заросли. Недавно была высказана гипотеза, что крупные размеры клюва связаны с хищничеством данной птицы.
Дроморнисы принадлежат к семейству дроморнитидов, возникшему около 15 млн лет назад и вымершему около 40 тыс. лет назад. К моменту появления этого семейства Австралия уже длительное время была отделена от южного суперконтинента Гондваны. Фауна Австралии развивалась в почти полной изоляции от фауны других континентов. В местах обитания дроморнисов, ископаемые остатки которых были найдены на территории Алкуты, в начале данного периода росли леса и имелись постоянные источники пресной воды, однако климат был весьма непредсказуемым.